# Nebanice
Nebanice – wieś i gmina w Czechach, w powiecie Cheb, w kraju karlowarski. Według danych z dnia 1 stycznia 2012 liczyła 400 mieszkańców.
We mwsi jest przystanek kolejowy Nebanice.